# 대한민국 형사소송법 제66조
대한민국 형사소송법 제66조는 기간의 계산에 대한 형사소송법의 조문이다. 2020년 12월 8일 법률 제17572호로 일부개정되어 2021년 12월 9일 시행되었다. 기간계산방식을 정하고 있으며 민법과 다르게 규정하였다.

## 조문
제66조(기간의 계산)
① 기간의 계산에 관하여는 시(時)로 계산하는 것은 즉시(卽時)부터 기산하고 일(日), 월(月) 또는 연(年)으로 계산하는 것은 초일을 산입하지 아니한다. 다만, 시효(時效)와 구속기간의 초일은 시간을 계산하지 아니하고 1일로 산정한다.
② 연 또는 월로 정한 기간은 연 또는 월 단위로 계산한다.
③ 기간의 말일이 공휴일이거나 토요일이면 그날은 기간에 산입하지 아니한다. 다만, 시효와 구속기간에 관하여는 예외로 한다.
[전문개정 2020. 12. 8.]

## 참조조문
관련 민사소송법 규정 (제165조~제172조)
```
• 제165조(기간의 기산점): 기간은 법률 또는 법원이 정한 시점부터 계산한다.
• 제167조(일·월·연의 계산): 기간이 일·월·년 단위일 경우, 초일(첫날)은 산입하지 않으며, 말일(마지막 날)에 종료된다.
• 제168조(공휴일의 기간 연장): 말일이 공휴일인 경우, 그 다음날까지 연장된다.
```

## 해설
일(日)을 단위로 하는 기간에는 수사기관의 구속기간, 재정신청기간, 상소제기기간 등이 있으며 시간 단위 계산이 적용되는 기간에는 체포기간, 긴급체포 후 구속영장청구기간, 현행범인체포 후 구속영장청구기간, 구속통지기간 등이 있다

## 같이 보기
- 대한민국 민법 제157조 (기간의 기산점)

## 참고 문헌
- 손동권 신이철, 새로운 형사소송법(초판, 2013), 세창, 2013. ISBN 9788984114081